# Transkripcijski čimbenik
Transkripcijski čimbenici, prijepisni čimbenici ili transkripcijski faktori su regulatorne bjelančevine koje se povezuju na početku gena, promovirajući ili sprječavajući transkripciju gena.
Ove bjelančevine pomažu RNK polimerazi prepoznavanje i vezanje za promotor.

## Vanjske poveznice
- Transkripcijski čimbenik  Arhivirana inačica izvorne stranice od 8. veljače 2015. (Wayback Machine)